# دوت داش
دوت داش (بالإنجليزية: Dotdash)‏ أو كما يُعرف سابقًا باسم أبوت.كوم (بالإنجليزية: About.com)‏ هي موقع على شبكة الإنترنت من المحتوى الذي ينشر مقالات وأشرطة فيديو عن مختلف المواضيع.